# 埃尔米特插值

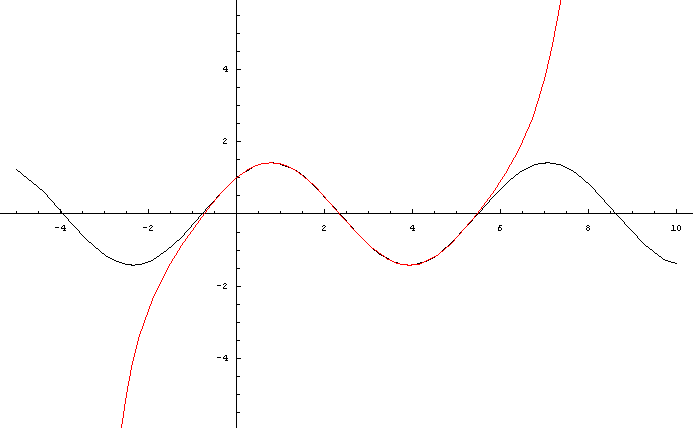
sin(x)+cos(x)的埃尔米特插值

不少实际的插值问题不但要求在节点上的函数值相等，而且还要求对应的导数值也相等,甚至要求高阶导数也相等,满足这种要求的插值多项式就是埃尔米特插值多项式。

## 概述
埃尔米特插值是另一类插值问题，这类插值在给定的节点处，不但要求插值多项式的函数值与原函数值相同。同时还要求在节点处，插值多项式的一阶直至指定阶的导数值，也与被插函数的相应阶导数值相等，这样的插值称为埃尔米特(Hermite)插值。 Hermite插值在不同的节点，提出的插值条件个数可以不同，若在某节点{\displaystyle x_{i}}，要求插值函数多项式的函数值，一阶导数值，直至{\displaystyle m_{i}-1}阶导数值均与被插函数的函数值相同及相应的导数值相等。我们称{\displaystyle x_{i}}为{\displaystyle m_{i}}重插值点节,因此，Hermite插值应给出两组数，一组为插值点{\displaystyle \{x_{i}\}_{i=0}^{n}}节点，另一组为相应的重数标号{\displaystyle \{m_{i}\}_{i=0}^{n}}。

若{\displaystyle \sum _{i=0}^{n}m_{i}=N+1}，这就说明了给出的插值条件有{\displaystyle N+1}个，为了保证插值多项式的存在唯一性，这时的Hermite插值多项式应在{\displaystyle P_{N+1}}上求得，于是可作如下定义。

## 定义
{\displaystyle f}为 {\displaystyle [a,b]} 上充分光滑函数，对给定的插值定节{\displaystyle \{x_{i}\}_{i=0}^{n}}，及相应的重数标号{\displaystyle \{m_{i}\}_{i=0}^{n}}，{\displaystyle \sum _{i=0}^{n}m_{i}=N+1}时，若有{\displaystyle H(x)\in P_{n}}满足
{\displaystyle H^{l}(x_{i})=f(x_{i}){\mbox{ , }}l=0,1,\ldots ,m_{i-1};i=0,1,\ldots ,n.}

则称{\displaystyle H(x)} 为{\displaystyle f(x)}关于节点{\displaystyle \{x_{i}\}_{i=0}^{n}}及重数标号{\displaystyle \{m_{i}\}_{i=0}^{n}}的Hermite插值多项式。

## 二重Hermite插值多项式
常用的Hermite插值为mi=2  的情况，即给定的插值节点{xi}ni=0 均为二重节点，更具体些，{\displaystyle f(x)\in C^{2}([a,b])}，及插值节点{xi}ni=0，若有{\displaystyle H_{2n+1}(x)\in P_{2n+1}}
满足
{\displaystyle H_{2n+1}(x_{i})=f(x_{i})}
{\displaystyle H_{2n+1}^{'}(x_{i})=f^{'}(x_{i}){\mbox{ , }}i=0,1,\ldots ,n}，就称H2n + 1(x)为f(x)  关于节点{xi}ni=0 的二重Hermite插值多项式。

## 唯一性定理
f(x)关于节点{xi}ni=0的二重Hermite插值多项式存在且唯一。

## 误差定理
若{\displaystyle f\in C^{2n+2}([a,b])}，则为f(x)关于{\displaystyle [a,b]}上节点{xi}ni=0的二重Hermite插值多项式误差为
{\displaystyle R_{2n+1}(x)=f(x)-H_{2n+1}(x)={\frac {f^{(2n+2)}(\xi )}{(2n+2)!}}\ w_{n}^{2}(x)}
这里
min{x0,x1,...,xn,x}≤ξ=ξ(x)≤max{x0,x1,...,xn,x}